# Granite Island (ö i Australien, South Australia)
Granite Island är en ö i Australien. Den ligger i delstaten South Australia, omkring 71 kilometer söder om delstatshuvudstaden Adelaide. Arean är 0,38 kvadratkilometer. Den sträcker sig 0,6 kilometer i nord-sydlig riktning, och 1,1 kilometer i öst-västlig riktning.
Genomsnittlig årsnederbörd är 766 millimeter. Den regnigaste månaden är juni, med i genomsnitt 142 mm nederbörd, och den torraste är december, med 22 mm nederbörd.